# Non-fungible token

Immagine di un NFT generato da uno smart contract (un programma progettato per eseguire automaticamente i termini del contratto)

Un non-fungible token (NFT, in italiano gettone non fungibile o gettone non riproducibile) è un tipo speciale di token, che rappresenta l'atto di proprietà e il certificato di autenticità, scritto su Blockchain, di un bene unico (digitale o fisico). I gettoni non fungibili non sono quindi reciprocamente intercambiabili. 
Un bene non fungibile, a differenza di un bene fungibile come una banconota, non può essere scambiato uno a uno con altri beni dello stesso tipo in modo indistinto. Gli NFT (Token Non Fungibili) sono un tipo di bene non fungibile che possiede dati unici e possono essere utilizzati per registrare e verificare la proprietà tramite la tecnologia della blockchain.
Sono perciò diversi dalle criptovalute, come Bitcoin e molti gettoni di rete o di utilità, che sono per loro stessa natura fungibili, ovvero possono essere duplicati infinite volte in copie esattamente identiche e interscambiabili (non è possibile dunque definire univocamente un'identità del singolo gettone che lo differenzi da tutti gli altri, rendendo perciò tutte le copie equivalenti e identiche al gettone originale).
I sostenitori di questa tecnologia affermano che gli NFT forniscono un certificato di autenticità pubblico o una prova di proprietà, ma i diritti legali trasmessi da un NFT possono essere incerti. La proprietà di un NFT come definita dalla blockchain non ha alcun significato legale intrinseco e non garantisce necessariamente il copyright, la proprietà intellettuale o altri diritti legali sul file digitale associato. Un NFT non limita la condivisione o la copia del file digitale associato e non impedisce la creazione di NFT che fanno riferimento a file identici.

## Storia
I gettoni non fungibili sono diventati popolari per la prima volta quando CryptoKitties è diventato virale e successivamente tale società ha raccolto un investimento di 12,5 milioni di dollari.
RareBits, un mercato e uno scambio di gettoni non fungibili, ha raccolto un investimento di 6 milioni di dollari. Gamedex, una piattaforma di gioco di carte collezionabili resa possibile dagli NFT, ha raccolto una cifra di 800.000 dollari. Decentraland, un mondo virtuale basato su blockchain, ha raccolto 26 milioni di dollari in un'offerta di moneta iniziale e aveva un'economia interna di 20 milioni di dollari nel settembre 2018.
L'arte è stata uno dei primi casi d'uso per gli NFT grazie alla sua capacità di fornire prove di autenticità e proprietà dell'arte digitale che altrimenti avrebbe dovuto fare i conti con il potenziale della riproduzione di massa e distribuzione non autorizzata di arte attraverso Internet.
Il clamore sollevato nel febbraio 2021 è iniziato quando l'artista digitale statunitense Beeple ha lanciato il lavoro Everydays. The first 5000 days, la prima opera d'arte NFT a essere elencata in una delle principali case d'asta di Christie's. Pochi giorni prima, il meme Nyan Cat era stato venduto per 600.000 dollari. Successivamente, giochi come CryptoKitties hanno utilizzato NFT sulla blockchain di Ethereum.
CryptoPunks, uno dei pionieri degli NFT su Ethereum, ha generato oltre 10.000 punk collezionabili e ha contribuito a incrementare la notorietà dello standard ERC-721. Un altro esempio notevole è NBA Top Shot, una piattaforma di scambio NFT per l'acquisto e la vendita di brevi clip digitali di azioni memorabili della NBA. Migliaia di appassionati NBA da tutto il mondo hanno collezionato più di 7,6 milioni di questi momenti significativi, formando collezioni di giocatori novellini, esperti e futuri campioni.
I Kings of Leon il 5 marzo 2021 pubblicano When You See Yourself, il primo album musicale venduto anche tramite NFT.
Il 17 marzo 2021 gli italiani Belladonna diventano con il loro singolo New Future Travelogue i primi al mondo a includere nell'NFT i diritti del brano, ed i primi artisti in Italia a vendere un brano musicale come NFT in copia unica attraverso il mercato NFT. Il 21 dicembre 2021 Vodafone ha venduto all'asta come gettone non fungibile il primo SMS al mondo, inviato nel 1992: un offerente anonimo se l'è aggiudicato per 107.000 euro, che saranno donati all'Alto commissariato delle Nazioni Unite per i rifugiati.
Gli NFT sono stati usati in investimenti speculativi e hanno attirato critiche per il costo energetico e il carbon footprint delle transazioni, oltre che per il loro uso in truffe vere e proprie. Il mercato NFT è stato anche paragonato a una bolla economica o ad uno schema Ponzi. Altre critiche, più teoriche, hanno sottolineato il carattere elitario delle transazioni, l'incerta durevolezza delle opere e la riduzione della produzione culturale alla speculazione finanziaria.
Il trading di NFT nel 2021 è salito a $ 17 miliardi rispetto ai soli $ 82 milioni dell'anno precedente. Nel periodo in cui la domanda era al picco, le tre principali piattaforme NFT erano Ethereum, Solana e Cardano. Nel 2022 il mercato degli NFT è crollato. Una stima del maggio 2022 indicava che il numero di vendite era in calo di oltre il 90% rispetto al 2021.

## Applicazioni
I gettoni non fungibili vengono utilizzati per creare scarsità digitale verificabile, proprietà digitale e/o possibilità di interoperabilità delle risorse su più piattaforme.
Gli NFT vengono utilizzati in diverse applicazioni specifiche che richiedono oggetti digitali unici come arte crittografica, oggetti da collezione digitali e giochi online. Gli NFT vengono utilizzati per rappresentare le risorse di gioco e sono controllati dall'utente, anziché dallo sviluppatore del gioco. Ciò consente di scambiare le risorse su mercati di terze parti senza l'autorizzazione dello sviluppatore del gioco.
Nike detiene un brevetto per le sue scarpe NFT basate su catena di blocchi chiamate "CryptoKicks".
Un artista concettuale tedesco ha paragonato l'iniziale entusiasmo intorno a NFT Art alla Tulip Mania del XVII secolo e ha messo in vendita un singolo pixel trasparente per esprimere la sua teoria.
Il 6 aprile 2021 Morgan lancia un'asta per la sua canzone inedita Premessa della premessa in NFT, che viene aggiudicata per 10 ETH (circa 21.000 euro). L'acquirente dell'opera, oltre a diventarne l'unico proprietario e titolare esclusivo, riceve poi direttamente da Morgan anche le stampe uniche e originali autografate con i testi del brano.
Il 31 dicembre 2021, la startup italiana Reasoned Art ha portato l'Arco della Pace di Milano nel Metaverso, primo monumento al mondo, trasformandolo in un NFT che sarà battuto all'asta. Il ricavato sarà in parte donato in beneficenza e in parte utilizzato per la creazione di un percorso di studi specifico sulla Crypto Arte in linea con il progetto New European Bauhaus dell'Unione europea.
Il 21 luglio 2022 Christie's ha battuto all'asta il certificato di autenticità sotto forma di NFT, di un dipinto fisico del crypto artista Skygolpe in collaborazione con Valuart.
In Italia il primo dipartimento NFT è stato istituito da Pandolfini, a Firenze, che ha organizzato la mostra Digital Invasion.
Ci sono numerosi esempi dell'uso di questi token in vari ambiti, dalla gamification agli smart contract. È innegabile che gli NFT siano al centro di un grande entusiasmo, con molte vendite a prezzi elevati, alcune delle quali raggiungono centinaia o migliaia di ETH.  

### Copyright

Un diagramma che mostra il diritto di possedere un NFT e il file ad esso collegato che, nella maggior parte dei casi, dipende fortemente dallo smart contract del token

Gli NFT sono stati una vera e propria rivoluzione nel campo del diritto d'autore, in particolare nel settore dell'arte crittografica.
Fin dal loro esordio, ufficialmente avvenuto nel 2014, si è notato come questo strumento fosse di estrema utilità soprattutto in quei settori che avevano implicazioni col diritto d'autore in generale: arte, musica, software, ma anche meme, tweet e gif.
Sicuramente l'impatto delle nuove tecnologie sul diritto d'autore ha portato alla luce una serie di problemi legati da un lato alla frammentarietà dell'impianto normativo di riferimento, dall'altro all'inadeguatezza di alcuni strumenti di tutela, sicuramente non pensati per essere adattati o adattabili all'attuale evoluzione in campo digitale.
Nell'ambito degli NFT, tramite il loro utilizzo, chi ne compra uno non acquista i diritti d'autore sul contenuto oggetto del gettone ma acquista un certificato che gli consente di tenere traccia e provare la proprietà della copia digitale acquistata. Di una stessa opera, potenzialmente, potranno quindi essere venduti diversi NFT a diversi soggetti, tutti allo stesso modo proprietari di una singola copia, ma non ovviamente dell'originale. Quest'ultimo rimarrà di esclusiva proprietà dell'autore, in forza appunto della normativa sul diritto d'autore, con tutte le conseguenze che ne derivano, il quale avrà quindi la possibilità di sfruttare economicamente un numero indefinito di volte la propria opera, venendo remunerato per l'acquisto di un gettone a essa collegato.

## NFT e arte
Nati come espediente tecnologico per certificare la scarsità o unicità digitale, gli NFT sembrano oggi la strada più percorribile per costruire un'esperienza digitale unica e di valore in rapporto agli asset che arricchiranno sempre di più la realtà mista e i metaversi, ivi compresa l'arte NFT che è sicuramente una delle nuove forme d'arte che il mercato sta sempre più riconoscendo. Molti artisti internazionali hanno iniziato a confrontarsi anche con gli NFT, come Damien Hirst, Marina Abramović e Max Papeschi.

## Standard
Sono stati creati standard di gettoni non fungibili specifici per supportare l'uso di una catena di blocchi nei giochi. Questi includono lo standard Ethereum ERC-721 di CryptoKitties e anche il più recente standard ERC-1155.

### Standard ERC-721
ERC721 è stato il primo standard per rappresentare le risorse digitali non fungibili. ERC721 è uno standard di contratto intelligente ereditabile scritto in Solidity, il che significa che gli sviluppatori possono creare facilmente nuovi contratti conformi a ERC721 importandolo dalla libreria OpenZeppelin.

### Standard ERC-1155
ERC1155, porta l'idea della semi-fungibilità nel mondo NFT e fornisce un sovrainsieme di funzionalità ERC721, il che significa che una risorsa ERC721 potrebbe essere costruita utilizzando ERC1155.